# 老边站
老边站，位于中华人民共和国辽宁省营口市老边区，是营口铁路上的火车站，建于1909年，由沈阳铁路局管辖。

## 車站周邊
- 中国石油营口第17加油站
- 老边区粮食局
- 中国农业银行展望分理处
- 中国工商银行营口钢铁支行
- 营口银行中街支行
- 老边区实验小学
- 中国电信枫桥营业厅

## 歷史
- 建于1909年。

## 外部連結
- 中国铁路客户服务中心 （页面存档备份，存于）